# Campionati europei di ciclismo su pista 2019 - Inseguimento a squadre femminile
L'inseguimento a squadre femminile ai Campionati europei di ciclismo su pista 2019 si è svolta il 16 e il 17 ottobre 2019 presso il velodromo Omnisport di Apeldoorn, nei Paesi Bassi.

## Podio
| Pos.    | Atleta                                                                           | Nazionalità   |
| ------- | -------------------------------------------------------------------------------- | ------------- |
| Oro     | Katie Archibald Elinor Barker Ellie Dickinson Neah Evans Laura Kenny             | Gran Bretagna |
| Argento | Franziska Brausse Lisa Brennauer Lisa Klein Mieke Kröger Gudrun Stock            | Germania      |
| Bronzo  | Martina Alzini Elisa Balsamo Marta Cavalli Vittoria Guazzini Letizia Paternoster | Italia        |

## Risultati

### Qualifiche
I migliori 4 tempi si qualificano alle semifinali per l'oro, le altre corrono per il quinto posto
| Posizione | Atlete                                                                      | Nazione       | Tempo    | Gap     | Note |
| --------- | --------------------------------------------------------------------------- | ------------- | -------- | ------- | ---- |
| 1         | Katie Archibald Ellie Dickinson Neah Evans Laura Kenny                      | Gran Bretagna | 4:15.939 |         | Q    |
| 2         | Franziska Brausse Lisa Brennauer Lisa Klein Mieke Kröger                    | Germania      | 4:18.567 | +2.628  | Q    |
| 3         | Elisa Balsamo Marta Cavalli Vittoria Guazzini Letizia Paternoster           | Italia        | 4:18.571 | +2.632  | Q    |
| 4         | Marion Borras Clara Copponi Coralie Demay Valentine Fortin                  | Francia       | 4:22.669 | +6.730  | Q    |
| 5         | Shari Bossuyt Jolien D'Hoore Annelies Dom Lotte Kopecky                     | Belgio        | 4:25.730 | +9.791  | q    |
| 6         | Karolina Karasiewicz Lucja Pietrzak Daria Pikulik Nikol Plosaj              | Polonia       | 4:28.824 | +12.885 | q    |
| 7         | Polina Pivovarova Aksana Salauyeva Ina Savenka Karalina Savenka             | Bielorussia   | 4:30.473 | +14.534 | q    |
| 8         | Mylene de Zoete Amber van der Hulst Kirstie van Haaften Bente van Teeseling | Paesi Bassi   | 4:30.776 | +14.837 | q    |
| 9         | Mia Griffin Kelly Murphy Alice Sharpe Orla Walsh                            | Irlanda       | 4:31.325 | +15.386 |      |
| 10        | Tamara Dronova Diana Klimova Daria Malkova Maria Rostovtseva                | Russia        | 4:32.713 | +16.774 |      |
| 11        | Oksana Kliachina Anna Nahirna Hanna Solovey Kseniia Fedotova                | Ucraina       | 4:35.484 | +19.545 |      |

### Primo turno
Le vincitrici della terza e quarta batteria accedono alla finale per l'oro, le perdenti al bronzo, le altre in base ai tempi si piazzano dal quinto all'ottavo posto 
| Posizione | Batteria | Atlete                                                                      | Nazione       | Tempo    | Note |
| --------- | -------- | --------------------------------------------------------------------------- | ------------- | -------- | ---- |
| 1         | 3        | Franziska Brausse Lisa Brennauer Lisa Klein Gudrun Stock                    | Germania      | 4:16.328 | Q    |
| 2         | 4        | Katie Archibald Ellie Dickinson Neah Evans Elinor Barker                    | Gran Bretagna | 4:17.352 | Q    |
| 3         | 3        | Elisa Balsamo Marta Cavalli Vittoria Guazzini Letizia Paternoster           | Italia        | 4:17.887 | q    |
| 4         | 4        | Marion Borras Clara Copponi Coralie Demay Marie Le Net                      | Francia       | 4:21.174 | q    |
| 5         | 2        | Shari Bossuyt Jolien D'Hoore Annelies Dom Lotte Kopecky                     | Belgio        | 4:21.933 |      |
| 6         | 1        | Karolina Karasiewicz Justyna Kaczkowska Daria Pikulik Nikol Plosaj          | Polonia       | 4:23.600 |      |
| 7         | 2        | Mylene de Zoete Amber van der Hulst Kirstie van Haaften Bente van Teeseling | Paesi Bassi   | 4:31.634 |      |
| 8         | 1        | Polina Pivovarova Aksana Salauyeva Ina Savenka Karalina Savenka             | Bielorussia   | 4:31.730 |      |

### Finali
| Posizione            | Atlete                                                             | Nazione       | Tempo    | Gap    |
| -------------------- | ------------------------------------------------------------------ | ------------- | -------- | ------ |
| Finale per il bronzo |                                                                    |               |          |        |
| 3                    | Elisa Balsamo Martina Alzini Vittoria Guazzini Letizia Paternoster | Italia        | 4:17.610 |        |
| 4                    | Valentine Fortin Clara Copponi Coralie Demay Marie Le Net          | Francia       | 4:22.118 | +4.508 |
| Finale per l'oro     |                                                                    |               |          |        |
| 1                    | Katie Archibald Ellie Dickinson Neah Evans Laura Kenny             | Gran Bretagna | 4:13.828 |        |
| 2                    | Franziska Brausse Lisa Brennauer Lisa Klein Gudrun Stock           | Germania      | 4:16.789 | +2.961 |